# The Dupe
The Dupe er en amerikansk stumfilm fra 1916 af Frank Reicher.

## Medvirkende
- Blanche Sweet som Ethel Hale
- Ernest Joy som Mr. Strong
- Veda McEvers som Mrs. Strong
- Thomas Meighan som Jimmy Regan